# Iga Wojtasik
Iga Wojtasik (28 juni 2000, Elbląg) is een Poolse langebaanschaatsster.

## Records

### Persoonlijke records
| Afstand    | Tijd    | Datum            | Baan   |
| ---------- | ------- | ---------------- | ------ |
| 500 meter  | 38,61   | 4 februari 2024  | Quebec |
| 1000 meter | 1.16,68 | 8 maart 2024     | Inzell |
| 1500 meter | 2.01,63 | 5 december 2021  | Inzell |
| 3000 meter | 4.34,82 | 27 november 2021 | Inzell |

(laatst bijgewerkt: 12 maart 2024)

## Resultaten
| Jaar | EK Sprint                | WK Sprint                | WK Afstanden           |
| ---- | ------------------------ | ------------------------ | ---------------------- |
| 2023 | 13e (14e, 12e, 12e, 11e) |                          | 22e 500m 6e teamsprint |
| 2024 |                          | 16e (19e, 15e, 21e, 14e) | teamsprint             |
| 2025 | 10e (12e, 13e, 9e, 8e)   |                          |                        |

(#, #, #, #) = afstandspositie op sprinttoernooi (500m, 1000m, 500m, 1000m).